# Angelo Elia
Angelo Elia (født 26. august 1957 i Magliaso, Schweiz) er en schweizisk tidligere fodboldspiller (angriber). 
Elia spillede fem kampe og scorede ét mål for det schweiziske landshold, som han debuterede for 1. september 1981 i en venskabskamp mod Holland. Hans sidste landskamp var en venskabskamp mod Portugal 24. marts 1982.
På klubplan spillede Elia hele sin karriere i hjemlandet, hvor han repræsenterede henholdsvis Lugano og Servette. Han vandt to schweiziske mesterskaber med Servette.

## Titler
Schweizisk mesterskab
- 1979 og 1985 med Servette

Schweizisk pokal
- 1979 og 1984 med Servette